# Lepanthes papillipetala
Lepanthes papillipetala är en orkidéart som beskrevs av Robert Louis Dressler. Lepanthes papillipetala ingår i släktet Lepanthes och familjen orkidéer. Inga underarter finns listade i Catalogue of Life.